# 谷町六丁目駅

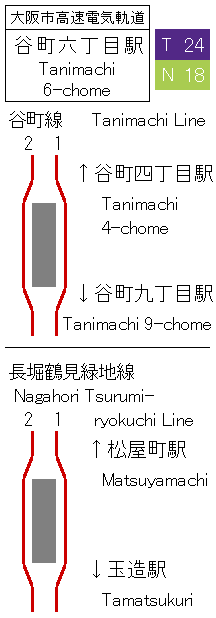
配線図

谷町六丁目駅（たにまちろくちょうめえき）は、大阪府大阪市中央区谷町六丁目にある、大阪市高速電気軌道 (Osaka Metro) の駅。谷町線と長堀鶴見緑地線の2路線が乗り入れる。駅番号は谷町線がT24、長堀鶴見緑地線がN18。

## 歴史
- 1968年（昭和43年）12月17日：2号線（現在の谷町線）の谷町四丁目 - 天王寺間延伸時に開業。
- 1996年（平成8年）12月11日：長堀鶴見緑地線（旧・鶴見緑地線）京橋 - 心斎橋間延伸により、乗換駅となる[2]。
- 2010年（平成22年）10月3日：長堀鶴見緑地線ホームの可動式ホーム柵の使用を開始。
- 2011年（平成23年）
  - 8月22日：谷町線と長堀鶴見緑地線を結ぶエレベーター工事が完了し、同日初発から運用開始。
  - 8月23日：谷町線と長堀鶴見緑地線を結ぶエスカレーター工事が完了し、同日初発から運用開始。
- 2018年（平成30年）4月1日：大阪市交通局の民営化により、大阪市高速電気軌道 (Osaka Metro) の駅となる。
- 2025年（令和7年）2月16日：谷町線ホームの可動式ホーム柵の使用を開始[3]。

## 駅構造
両路線とも島式ホーム1面2線の地下駅である。谷町線ホーム東梅田寄りに、長堀鶴見緑地線ホーム大正寄りにつながる連絡通路が設けられている。改札口は谷町線ホーム南側と中央に付近の上層に1ヶ所ずつ、長堀鶴見緑地線ホーム中央の上層に1ヶ所、合計3ヶ所。
当駅は、谷町線部分が平野管区駅に所属し、谷町九丁目駅の被管理駅である。また、長堀鶴見緑地線部分はドーム前千代崎管区駅に所属し、駅長が配置され、玉造駅、松屋町駅を管轄している。

### のりば
| 番線                 | 路線           | 行先                               |
| 谷町線ホーム         | 谷町線ホーム   | 谷町線ホーム                       |
| -------------------- | -------------- | ---------------------------------- |
| 1                    | 谷町線         | 天王寺・八尾南方面                 |
| 2                    | 谷町線         | 東梅田・都島・大日方面             |
| 長堀鶴見緑地線ホーム |                |                                    |
| 1                    | 長堀鶴見緑地線 | 森ノ宮・京橋・鶴見緑地・門真南方面 |
| 2                    | 長堀鶴見緑地線 | 心斎橋・ドーム前千代崎・大正方面   |

- なお、3・4号出入口と長堀鶴見緑地線ホームを行き来する場合は谷町線のホームを歩く必要がある。

### 駅のデザインテーマ
長堀鶴見緑地線の各駅はデザインテーマを定めている。谷町六丁目駅のテーマは、当駅周辺に寺や神社が点在していることから「寺と神社」である。ホームは石畳や和風建築をモチーフにしている。コンコース壁画「過去から未来へ－谷町の遺産－」は、障子や格子戸から神社仏閣が垣間見える様子を表現している。なお、谷町筋沿いの寺町（谷町筋八丁目寺町）へは、谷町線で一駅隣の谷町九丁目駅、あるいは、近鉄大阪上本町駅もアクセスが良い。

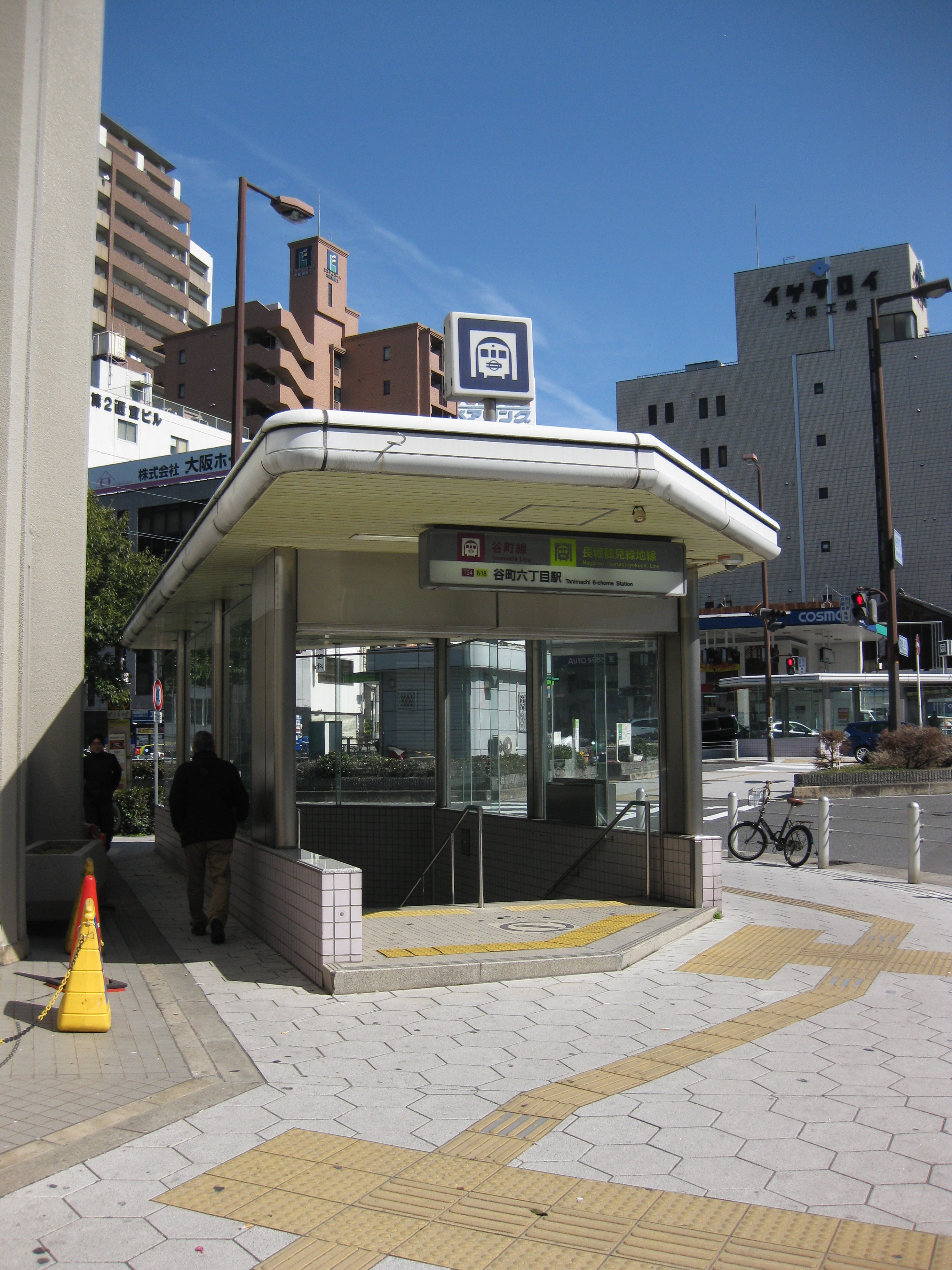
5号出入口（2015年2月）
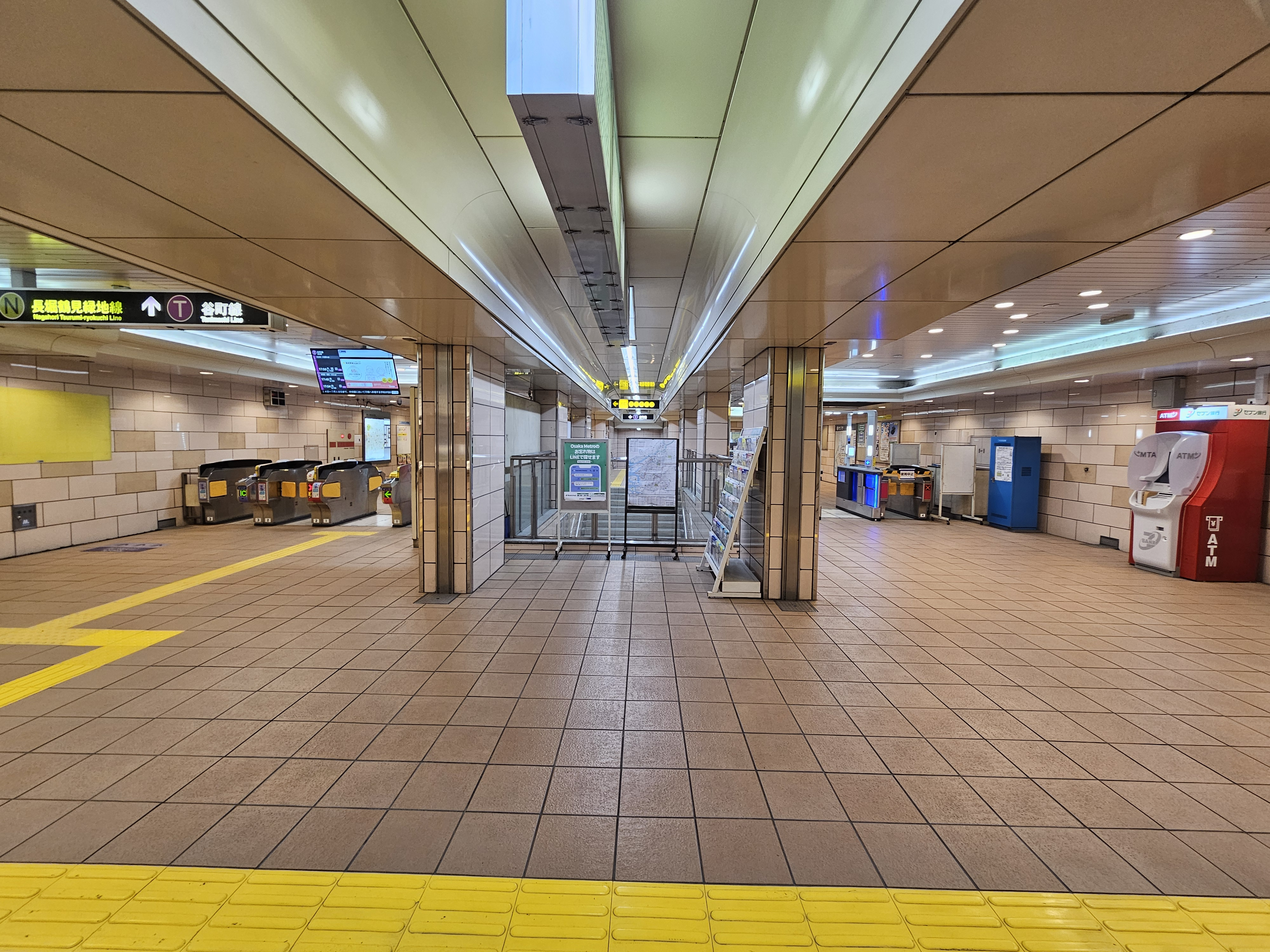
北西（右側）・北東（左側）改札（2025年6月）
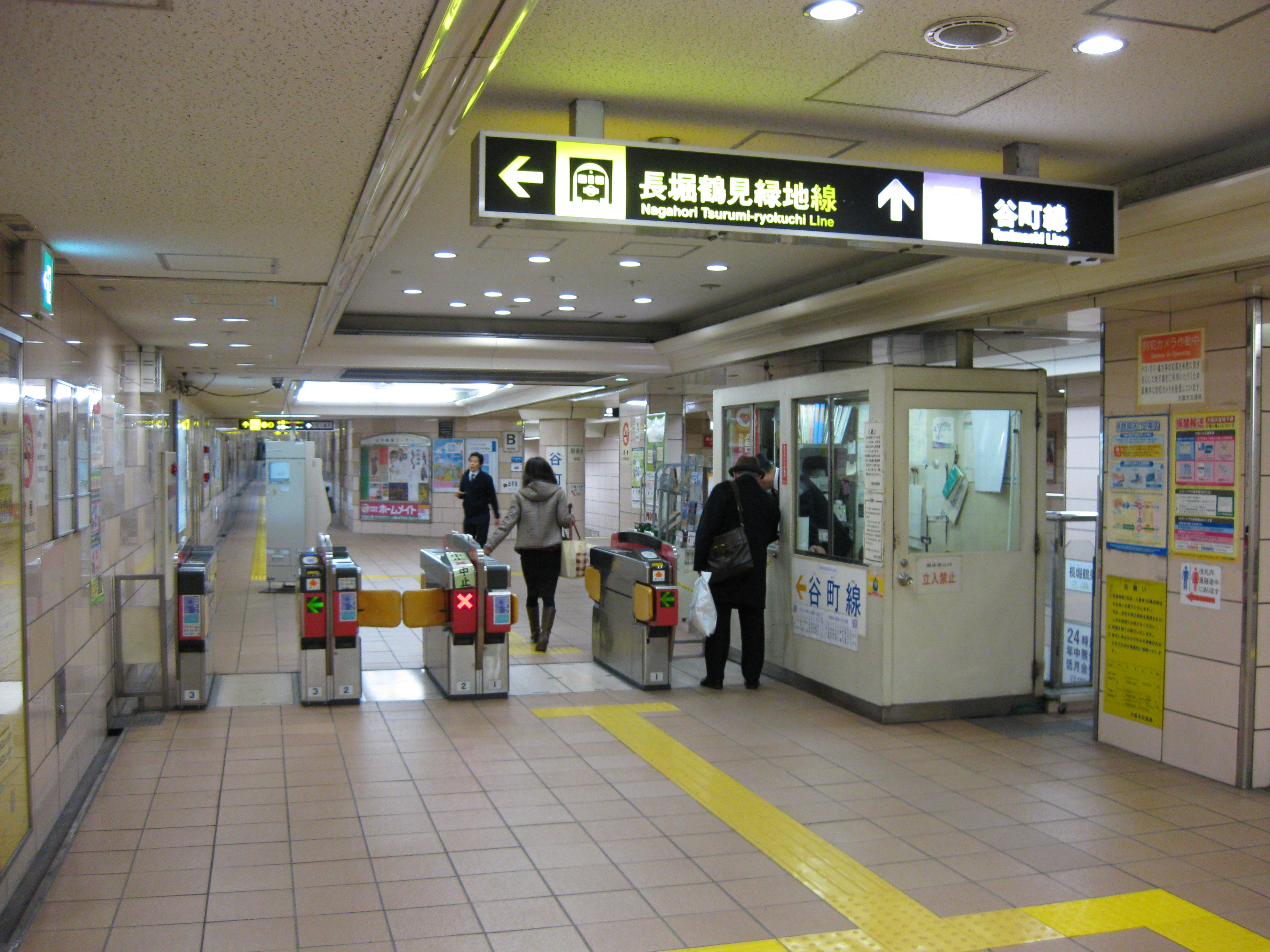
北東改札（2015年2月）
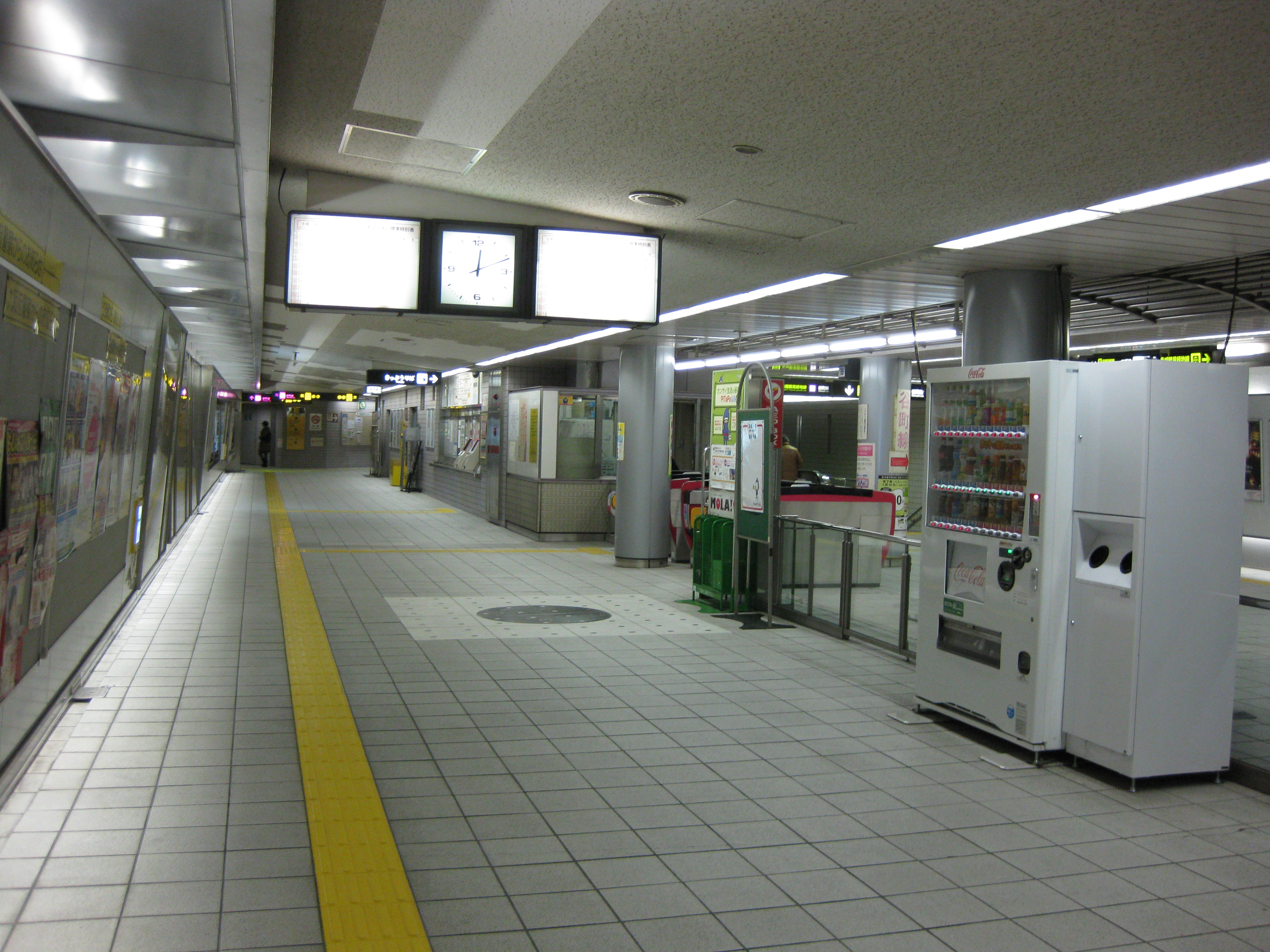
東改札（2015年2月）
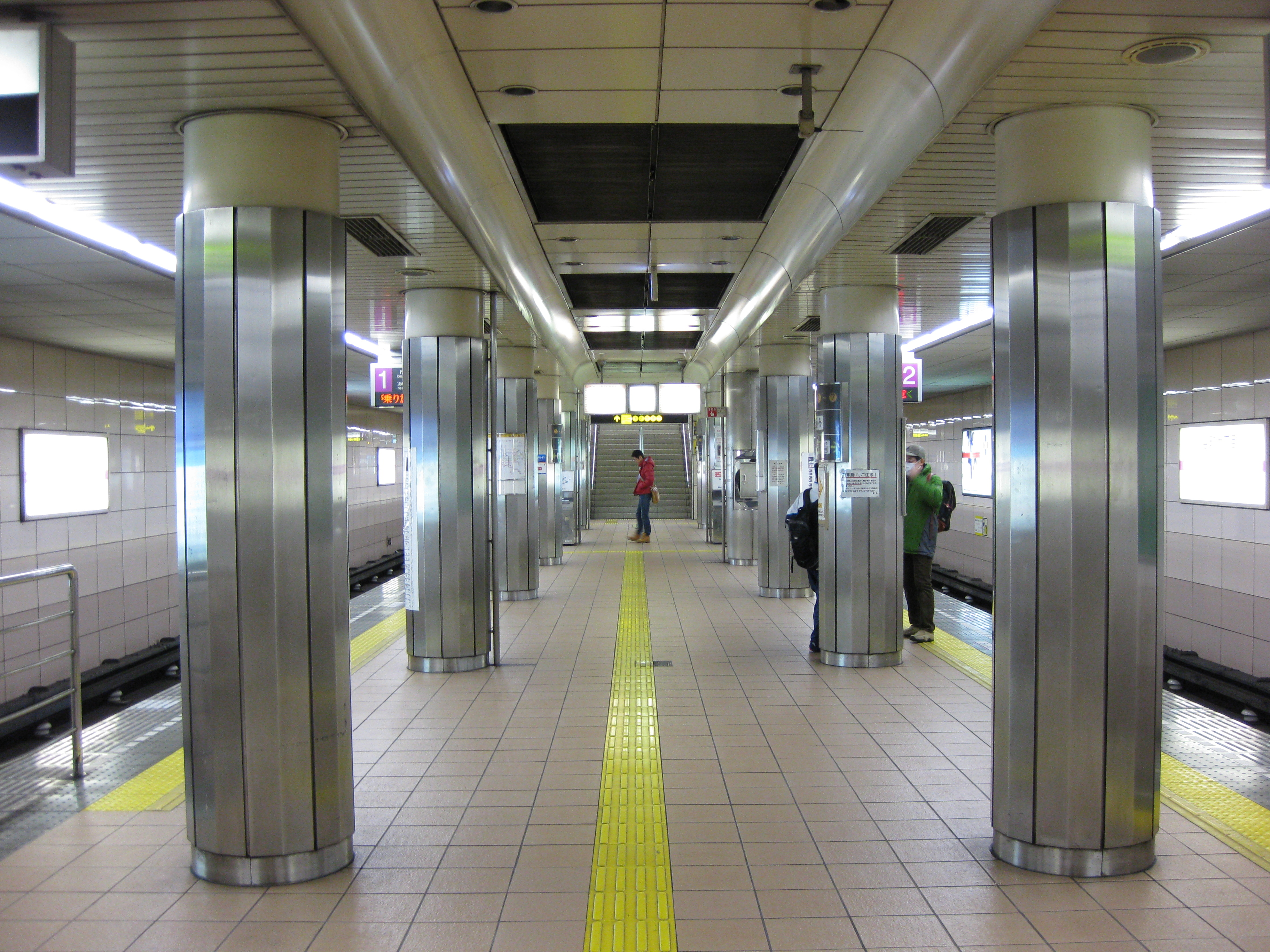
谷町線プラットホーム（2015年2月）
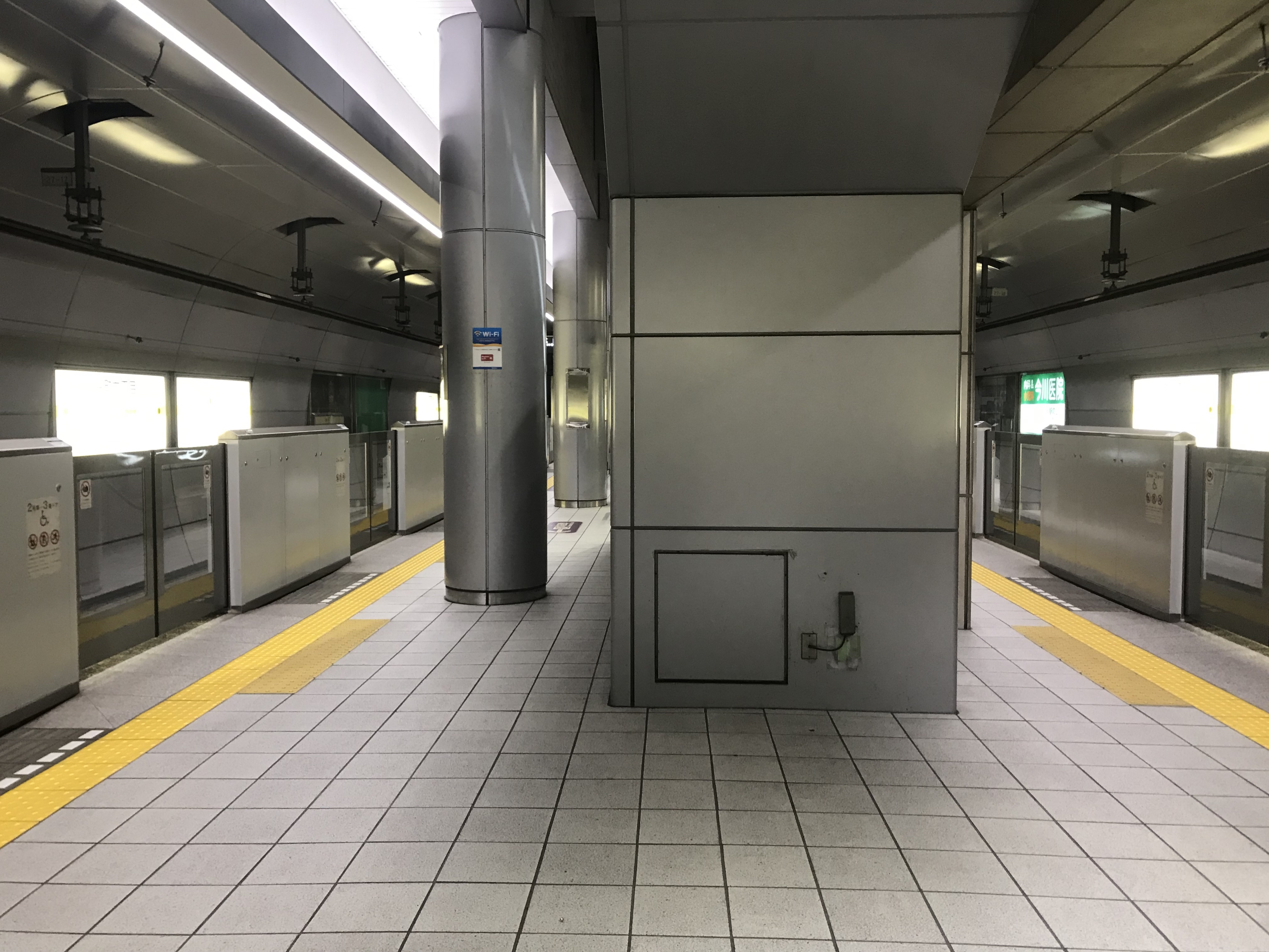
長堀鶴見緑地線プラットホーム（2019年1月）
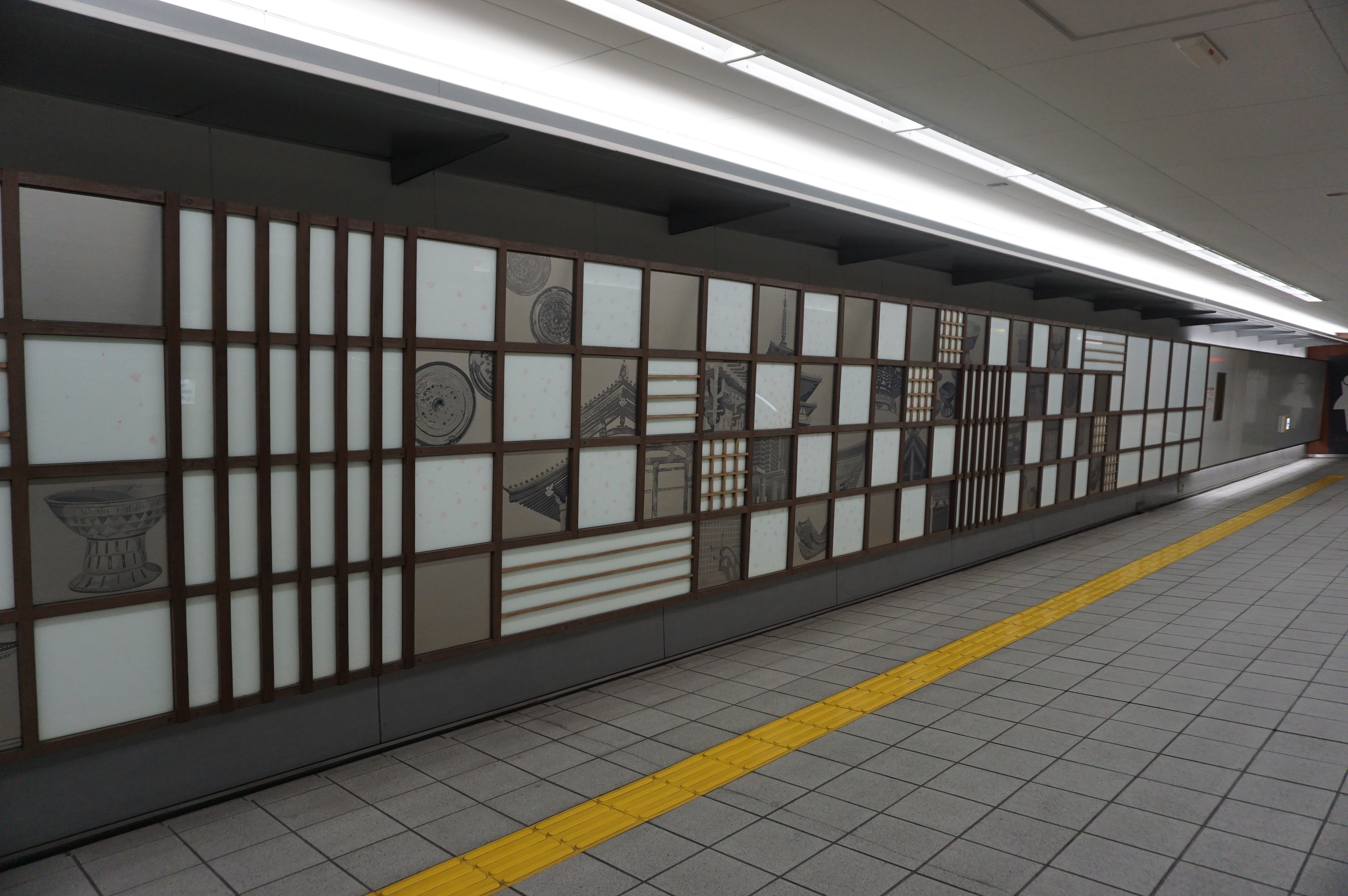
長堀鶴見緑地線コンコースにある壁画「過去から未来へ－谷町の遺産－」
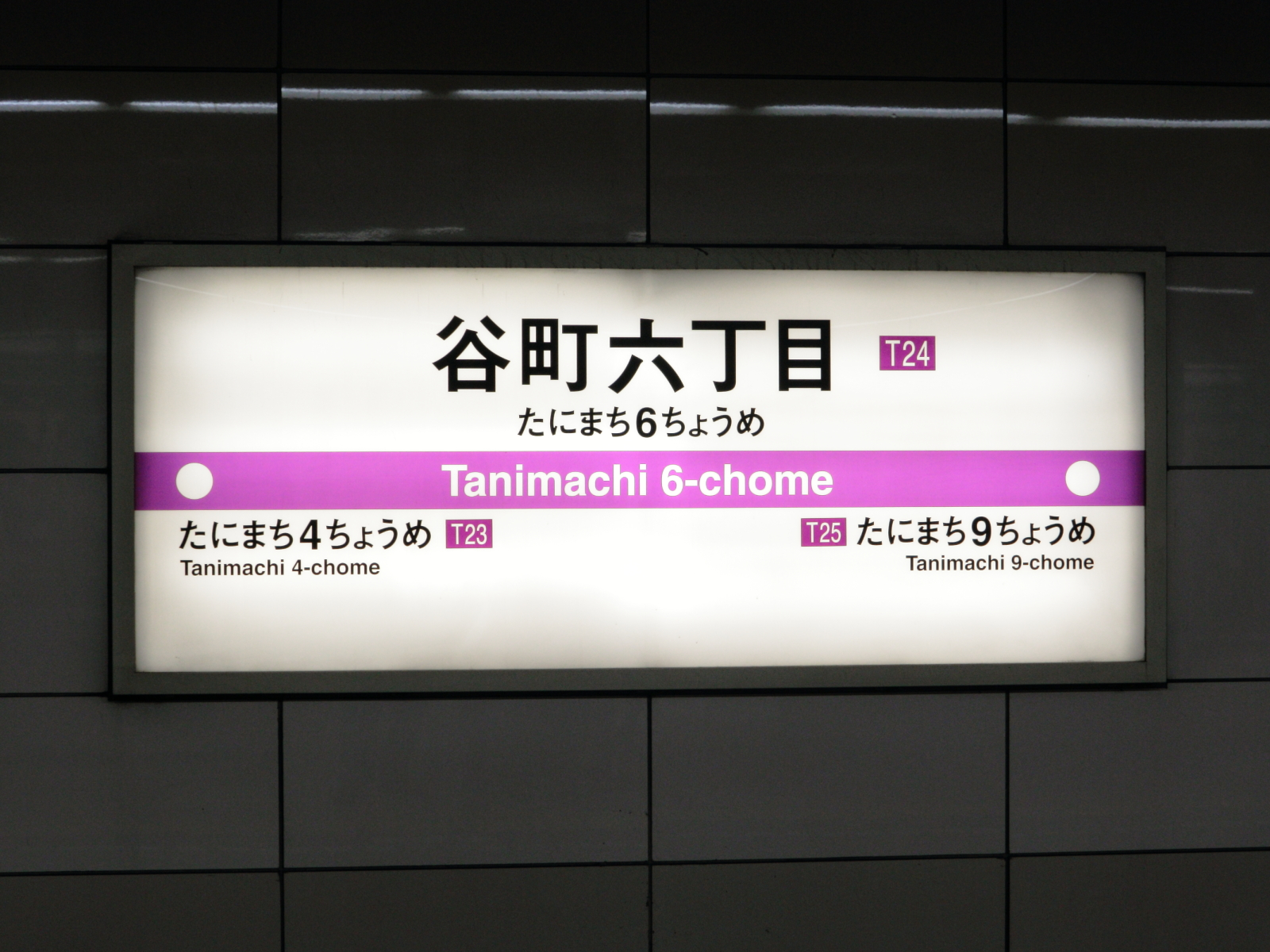
谷町線　駅名標
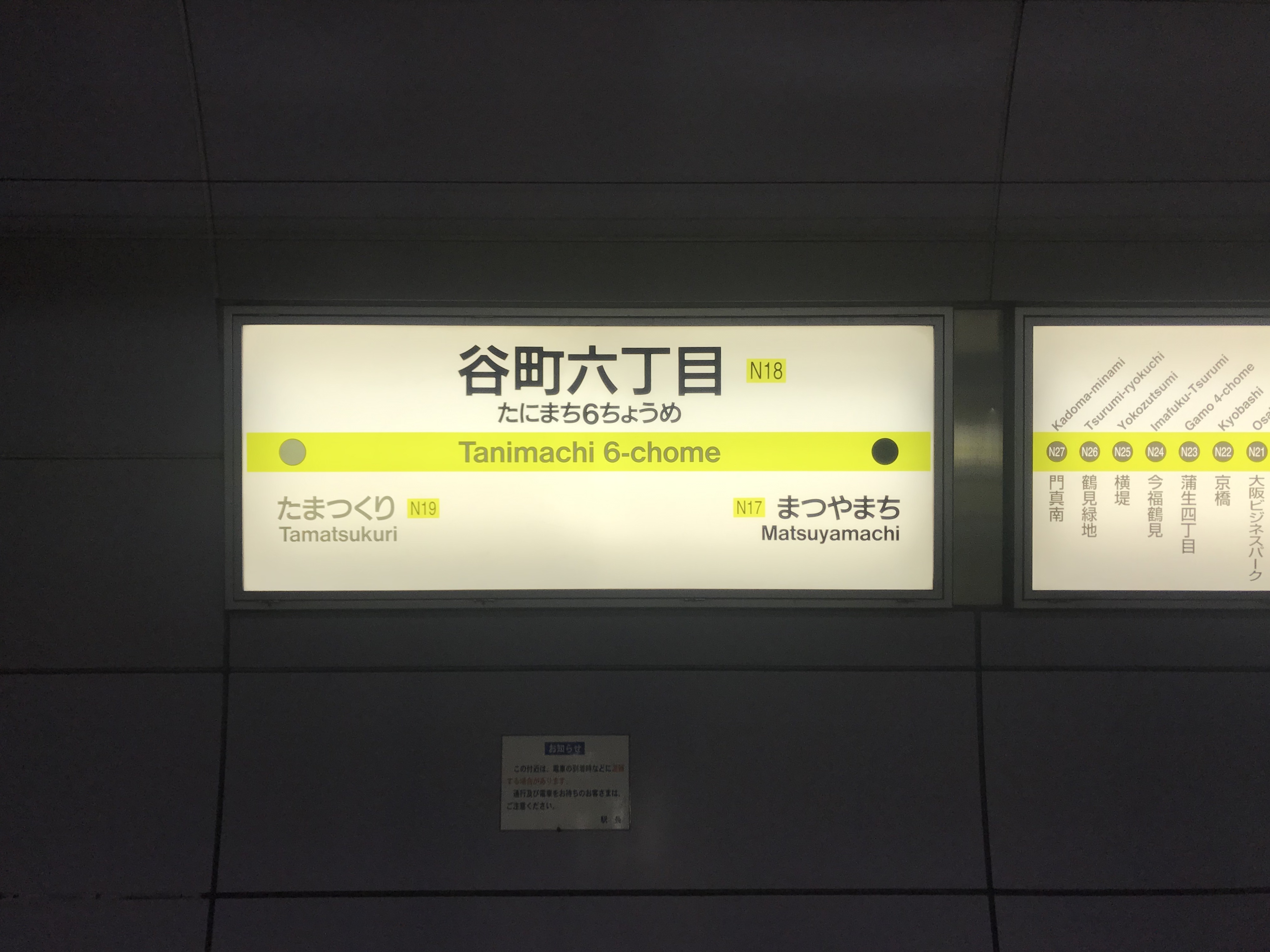
長堀鶴見緑地線　駅名標

### トイレ
トイレは南・西改札内にある。

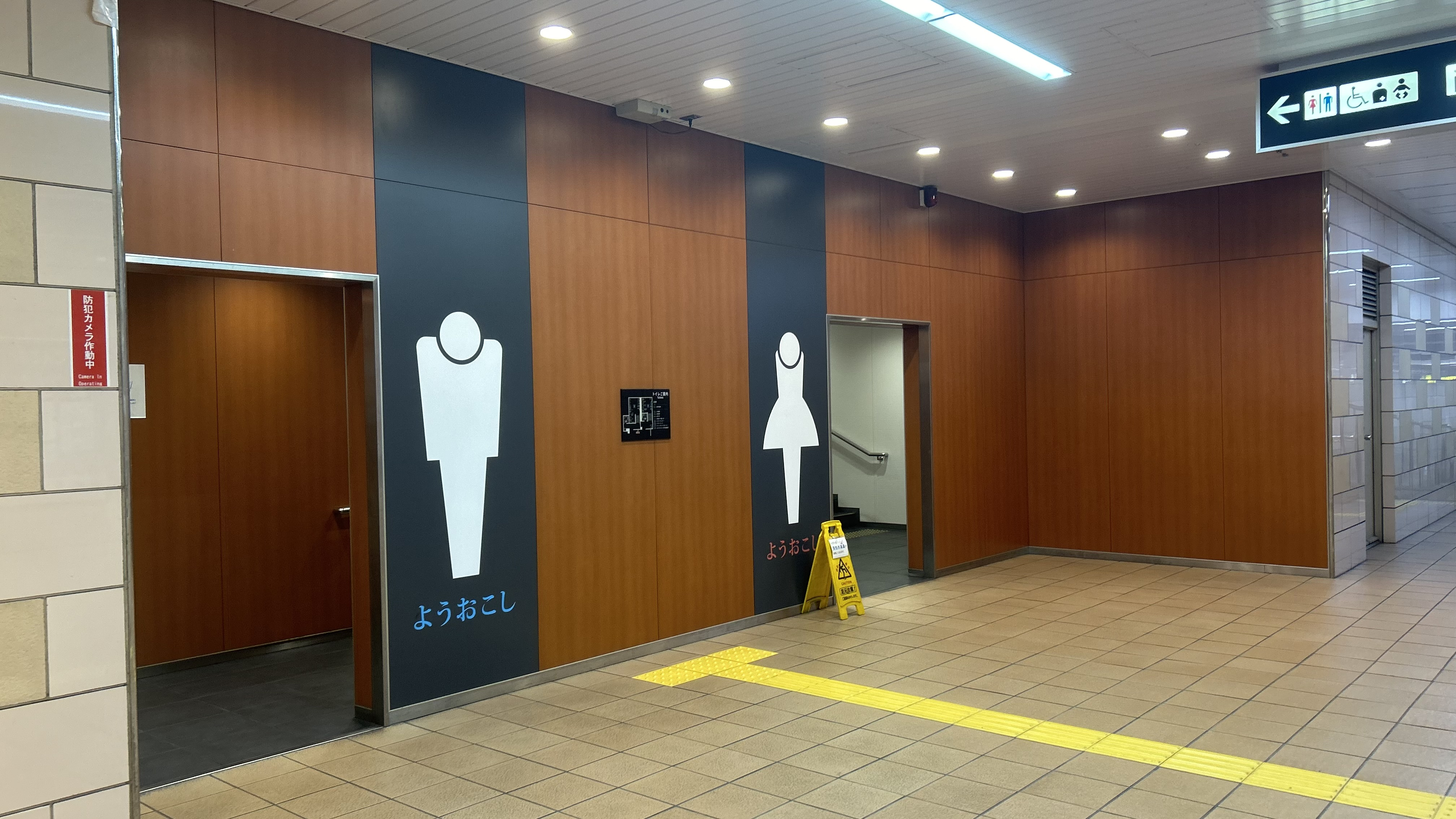
南改札内トイレ
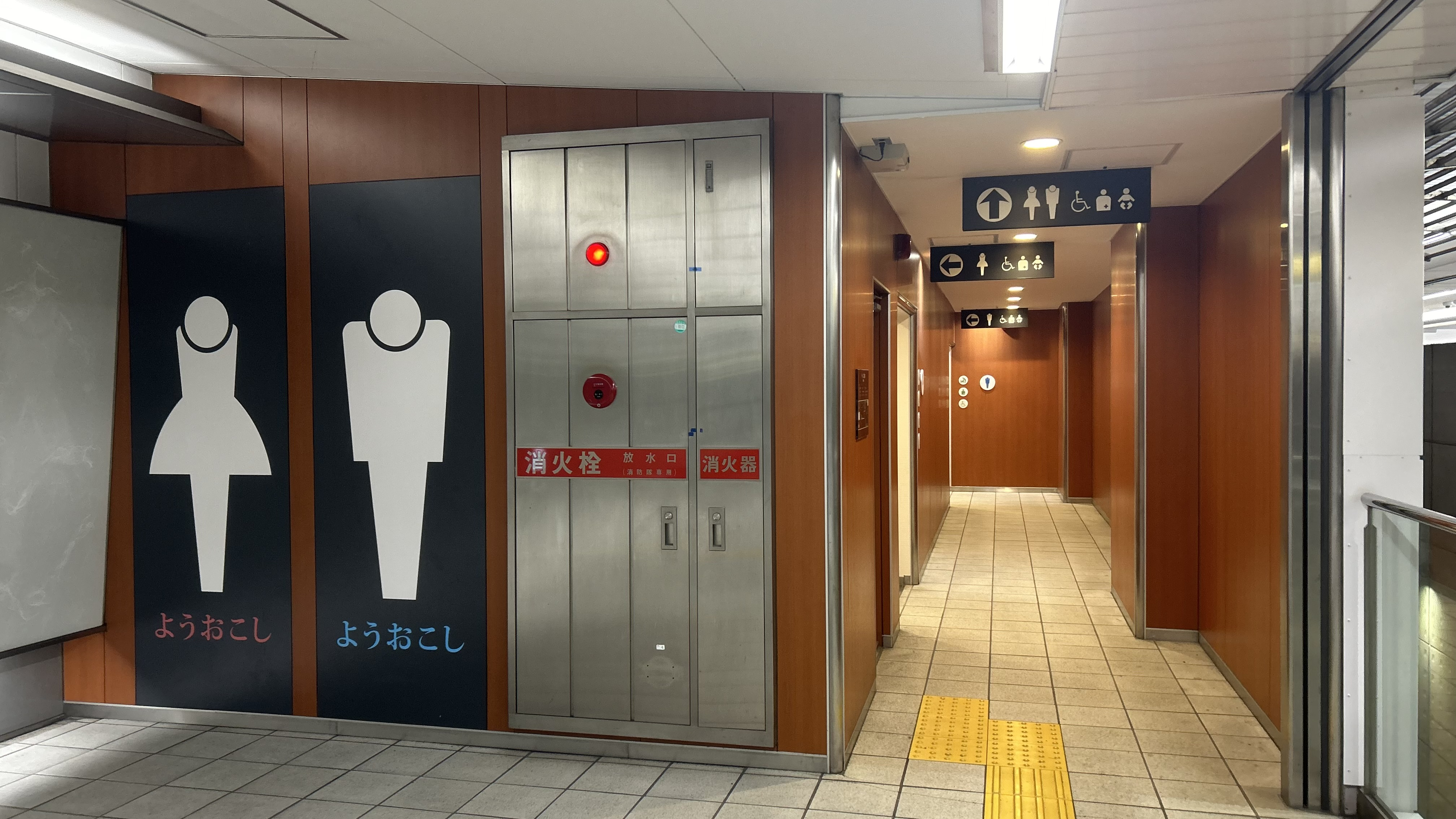
西改札内トイレ

### 出口
| 出口番号 | 出口周辺                                                                                                   | 接続改札       | 最寄りの路線   | 備考             |
| -------- | --- | -------------- | -------------- | ---------------- |
| 1        | 大治ビル連絡通路                                                                                           | 北西・北東改札 | 谷町線         |                  |
| 2        | 近畿大阪銀行連絡通路                                                                                       | 北西・北東改札 | 谷町線         |                  |
| 3        | 大阪府医師会館 中央区在宅サービスセンター(ふれあいセンターもも) 空堀どーり商店街                           | 南改札         | 谷町線         | エレベーターあり |
| 4        | 薬業年金会館連絡通路・大阪府社会福祉会館・大阪社会福祉指導センター 大阪後見支援センター・南税務署・NTT高津 | 南改札         | 谷町線         |                  |
| 5        | シティバスのりば                                                                                           | 西改札         | 長堀鶴見緑地線 |                  |
| 6        | 谷町福祉センター・母子福祉センター                                                                         | 西改札         | 長堀鶴見緑地線 |                  |
| 7        | 大阪府立中央聴覚支援学校・大阪府医師会館                                                                   | 西改札         | 長堀鶴見緑地線 | エレベーターあり |

## 利用状況
2024年11月12日の1日乗降人員は31,116人（乗車人員：15,554人、降車人員：15,562人）であり、谷町線の駅では26駅中9位、長堀鶴見緑地線の駅では17駅中5位。
各年度の特定日における利用状況は下表の通りである。なお1969・1995年度の記録については、それぞれ1970・1996年に行われた調査である（会計年度上、表中に記載の年度となる）。
| 年度               | 調査日   | 乗車人員 | 降車人員 | 乗降人員 | 出典          | 出典          |
| 年度               | 調査日   | 乗車人員 | 降車人員 | 乗降人員 | メトロ        | 大阪府        |
| ------------------ | -------- | -------- | -------- | -------- | ------------- | ------------- |
| 1969年（昭和44年） | 01月27日 | 10,378   | 11,162   | 21,540   |               | [ 大阪府 1 ]  |
| 1970年（昭和45年） | 11月06日 | 11,465   | 12,218   | 23,683   |               | [ 大阪府 2 ]  |
| 1972年（昭和47年） | 11月14日 | 12,609   | 13,889   | 26,498   |               | [ 大阪府 3 ]  |
| 1975年（昭和50年） | 11月07日 | 14,332   | 15,452   | 29,784   |               | [ 大阪府 4 ]  |
| 1977年（昭和52年） | 11月18日 | 14,315   | 15,468   | 29,783   |               | [ 大阪府 5 ]  |
| 1981年（昭和56年） | 11月10日 | 16,337   | 17,111   | 33,448   |               | [ 大阪府 6 ]  |
| 1985年（昭和60年） | 11月12日 | 15,270   | 15,958   | 31,228   |               | [ 大阪府 7 ]  |
| 1987年（昭和62年） | 11月10日 | 15,260   | 16,210   | 31,470   |               | [ 大阪府 8 ]  |
| 1990年（平成02年） | 11月06日 | 15,554   | 16,078   | 31,632   |               | [ 大阪府 9 ]  |
| 1995年（平成07年） | 02月15日 | 15,146   | 15,386   | 30,532   |               | [ 大阪府 10 ] |
| 1998年（平成10年） | 11月10日 | 15,429   | 14,783   | 30,212   |               | [ 大阪府 11 ] |
| 2007年（平成19年） | 11月13日 | 15,250   | 15,599   | 30,849   |               | [ 大阪府 12 ] |
| 2008年（平成20年） | 11月11日 | 15,403   | 15,586   | 30,989   |               | [ 大阪府 13 ] |
| 2009年（平成21年） | 11月10日 | 15,905   | 16,170   | 32,075   |               | [ 大阪府 14 ] |
| 2010年（平成22年） | 11月09日 | 15,088   | 15,429   | 30,517   |               | [ 大阪府 15 ] |
| 2011年（平成23年） | 11月08日 | 15,224   | 15,342   | 30,566   |               | [ 大阪府 16 ] |
| 2012年（平成24年） | 11月13日 | 15,829   | 15,828   | 31,657   |               | [ 大阪府 17 ] |
| 2013年（平成25年） | 11月19日 | 15,495   | 15,579   | 31,074   | [ メトロ 1 ]  | [ 大阪府 18 ] |
| 2014年（平成26年） | 11月11日 | 16,034   | 16,156   | 32,190   | [ メトロ 2 ]  | [ 大阪府 19 ] |
| 2015年（平成27年） | 11月17日 | 17,288   | 17,534   | 34,822   | [ メトロ 3 ]  | [ 大阪府 20 ] |
| 2016年（平成28年） | 11月08日 | 17,304   | 17,534   | 34,838   | [ メトロ 4 ]  | [ 大阪府 21 ] |
| 2017年（平成29年） | 11月14日 | 17,466   | 17,365   | 34,831   | [ メトロ 5 ]  | [ 大阪府 22 ] |
| 2018年（平成30年） | 11月13日 | 16,814   | 16,716   | 33,530   | [ メトロ 6 ]  | [ 大阪府 23 ] |
| 2019年（令和元年） | 11月12日 | 16,533   | 16,501   | 33,034   | [ メトロ 7 ]  | [ 大阪府 24 ] |
| 2020年（令和02年） | 11月10日 | 14,507   | 14,469   | 28,976   | [ メトロ 8 ]  | [ 大阪府 25 ] |
| 2021年（令和03年） | 11月16日 | 14,630   | 14,700   | 29,330   | [ メトロ 9 ]  | [ 大阪府 26 ] |
| 2022年（令和04年） | 11月15日 | 14,862   | 14,956   | 29,818   | [ メトロ 10 ] | [ 大阪府 27 ] |
| 2023年（令和05年） | 11月07日 | 15,167   | 14,971   | 30,138   | [ メトロ 11 ] | [ 大阪府 28 ] |
| 2024年（令和06年） | 11月12日 | 15,554   | 15,562   | 31,116   | [ メトロ 12 ] |               |

### 1998年度の路線別データ
大阪市営地下鉄（現・Osaka Metro）ではかつて複数の地下鉄路線が連絡する駅について路線ごとの乗車人員・降車人員を発表していたが、長堀鶴見緑地線の京橋駅〜心斎橋駅間延伸が行われてから採集された路線別データは1998年度の分のみとなっている。
この時点では長堀鶴見緑地線のみの乗降人員は線内で3番目に少なくなっている（当駅より少ない2駅も他路線との連絡駅である）。
| 年度               | 調査日   | 谷町線   | 谷町線   | 谷町線   | 長堀鶴見緑地線 | 長堀鶴見緑地線 | 長堀鶴見緑地線 | 出典          |
| 年度               | 調査日   | 乗車人員 | 降車人員 | 乗降人員 | 乗車人員       | 降車人員       | 乗降人員       | 出典          |
| ------------------ | -------- | -------- | -------- | -------- | -------------- | -------------- | -------------- | ------------- |
| 1998年（平成10年） | 11月10日 | 12,462   | 11,977   | 24,439   | 2,967          | 2,806          | 5,773          | [ 大阪府 11 ] |

## 駅周辺
長堀通以南の空堀界隈は奇跡的に戦災を免れ、戦前から存在する民家なども残っている。谷町筋と長堀通沿いには高層マンションが多く見られ、小規模なオフィスビルも散見するが、隣駅である玉造駅、谷町四丁目駅ほどの人の往来はなく、中央区内でも閑静な地域である。

### 谷町6交差点

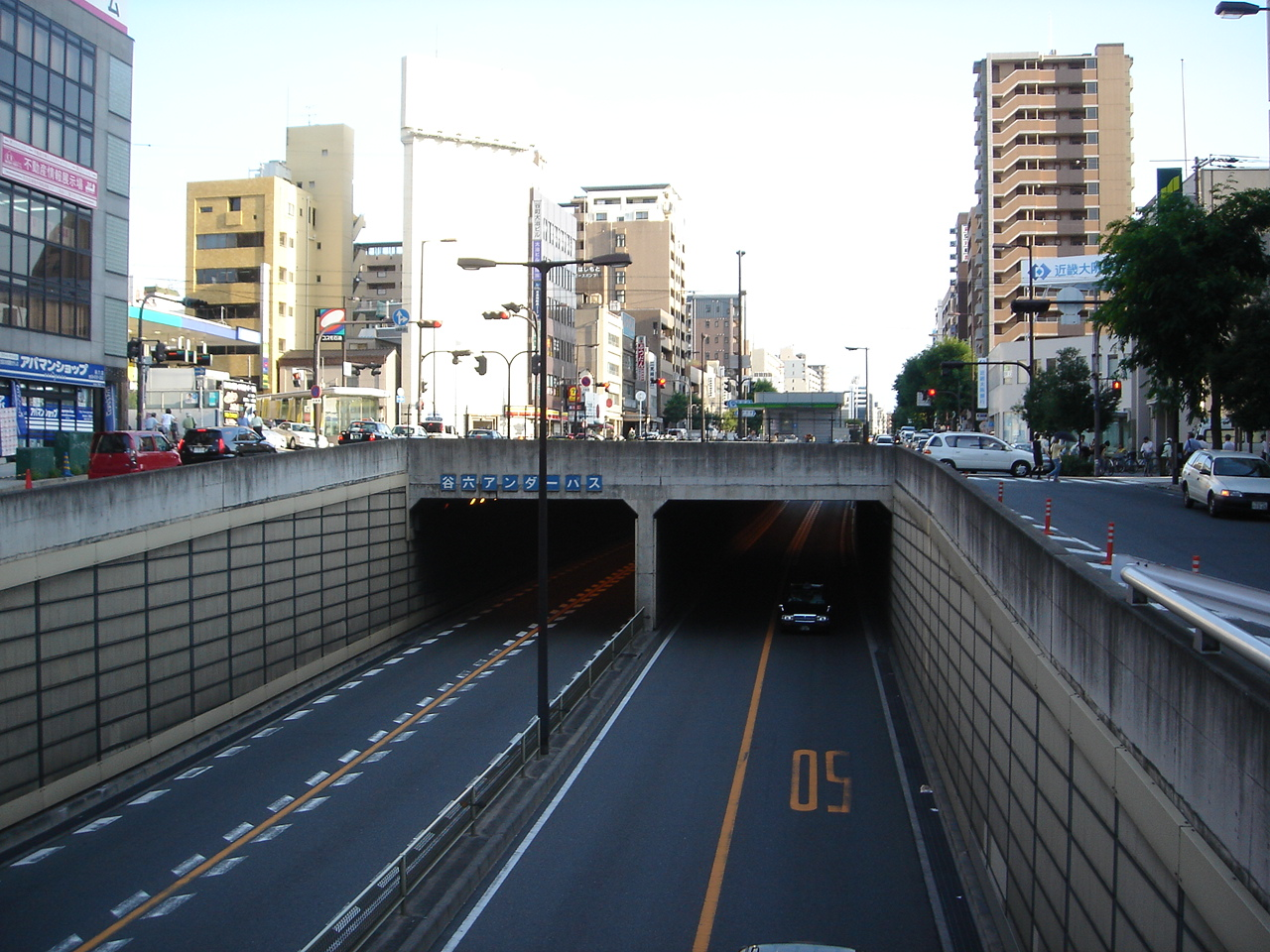
谷六アンダーパス

谷町6交差点は、中央区安堂寺町一・二丁目、谷町六丁目にある道路交差点。長堀通（国道308号）と谷町筋（大阪府道30号大阪和泉泉南線）との交点である。交差点の直下には地下鉄谷町線が、さら下に地下鉄長堀鶴見緑地線が通っている。
谷町筋には長堀通をくぐるアンダーパスが1999年（平成11年）に設置された。交通量の多い道路同士が平面交差しており、1990年代には交通量が飽和状態だったためアンダーパスが建設された。南にある谷九アンダーパスと違い、地下鉄構造物の設置と同時に計画されたものではない。交差点より北側は北に向かって下がる地形であるため、南側スロープが北側より50mほど長くなっている。
長堀通には大阪市電玉造線が1910年に、谷町筋には大阪市電谷町線が1911年に敷設され、谷町六丁目電停が設置されていた。しかし、1923年から1928年にかけて、それまで陸軍用地で占められていた上町筋の上本町二丁目電停（現・上本町1交差点）以北にも市電が開通すると、市電谷町線の需要は低下した。加えて谷町筋の谷町6交差点以南が未改良区間で市電の敷設がなかったこともあり、市電谷町線は1944年6月1日に廃止された。大阪市電の中では比較的早い時期の廃止に当たる。なお、市電玉造線は1961年11月1日に廃止となり、その後、大阪市営トロリーバスが走った。

### 周辺施設
名勝・公園など
- 空堀桃谷公園
- 桃園公園
- 銅座公園
- 榎大明神・直木三十五文学碑
- 円珠庵
- 近松門左衛門墓所

公共・文化施設など
- 大阪府社会福祉会館
- 大阪府谷町福祉センター
  - 母子・父子福祉センター「清香会館」
- 大阪薬業年金会館
- 大阪古書会館
- 文化複合施設「萌」
  - 直木三十五記念館
- 大槻能楽堂

学校
- 大阪市立上町中学校
- 大阪府立中央聴覚支援学校
- 大阪文学学校

企業
- マンダム 本社
- エスエスケイ 本社
- ひかりのくに 本社
- 三井住友銀行 大阪安堂寺町出張所  - 2022年4月11日より、上町支店が玉造支店（玉造駅の近く）内に移転しており、ATMのみの店舗となっている。

商業施設
- 空堀商店街
- ライフ 清水谷店
- 阪急オアシス 上本町店
- ドン・キホーテ 法円坂店

## バス路線
大阪シティバス
- 85号系統：なんば/杭全

## 隣の駅
大阪市高速電気軌道 (Osaka Metro)
 谷町線
谷町四丁目駅 (T23) - 谷町六丁目駅 (T24) - 谷町九丁目駅 (T25)
 長堀鶴見緑地線
松屋町駅 (N17) - 谷町六丁目駅 (N18) - 玉造駅 (N19)
- 括弧内は駅番号を示す。

### 記事本文

### 利用状況
1. ↑  路線別駅別乗降人員 - 大阪市高速電気軌道
2. 1 2  大阪府統計年鑑 - 大阪府
3. ↑  大阪市統計書 - 大阪市

#### 大阪市高速電気軌道
1. ↑  路線別乗降人員 （2013年11月19日（火）交通調査） (PDF)
2. ↑  路線別乗降人員 （2014年11月11日（火）交通調査） (PDF)
3. ↑  路線別乗降人員 （2015年11月17日（火）交通調査） (PDF)
4. ↑  路線別乗降人員 （2016年11月8日（火）交通調査） (PDF)
5. ↑  路線別乗降人員 （2017年11月14日（火）交通調査） (PDF)
6. ↑  路線別乗降人員 （2018年11月13日（火）交通調査） (PDF)
7. ↑  路線別乗降人員 （2019年11月12日（火）交通調査） (PDF)
8. ↑  路線別乗降人員 （2020年11月10日（火）交通調査） (PDF)
9. ↑  路線別乗降人員 （2021年11月16日（火）交通調査） (PDF)
10. ↑  路線別乗降人員 （2022年11月15日（火）交通調査） (PDF)
11. ↑  路線別乗降人員 （2023年11月7日（火）交通調査） (PDF)
12. ↑  路線別乗降人員 （2024年11月12日（火）交通調査） (PDF)

#### 大阪府統計年鑑
1. ↑  大阪府統計年鑑（昭和45年） (PDF)
2. ↑  大阪府統計年鑑（昭和46年） (PDF)
3. ↑  大阪府統計年鑑（昭和48年） (PDF)
4. ↑  大阪府統計年鑑（昭和51年） (PDF)
5. ↑  大阪府統計年鑑（昭和53年） (PDF)
6. ↑  大阪府統計年鑑（昭和57年） (PDF)
7. ↑  大阪府統計年鑑（昭和61年） (PDF)
8. ↑  大阪府統計年鑑（昭和63年） (PDF)
9. ↑  大阪府統計年鑑（平成3年） (PDF)
10. ↑  大阪府統計年鑑（平成8年） (PDF)
11. 1 2  大阪府統計年鑑（平成11年） (PDF)
12. ↑  大阪府統計年鑑（平成20年） (PDF)
13. ↑  大阪府統計年鑑（平成21年） (PDF)
14. ↑  大阪府統計年鑑（平成22年） (PDF)
15. ↑  大阪府統計年鑑（平成23年） (PDF)
16. ↑  大阪府統計年鑑（平成24年） (PDF)
17. ↑  大阪府統計年鑑（平成25年） (PDF)
18. ↑  大阪府統計年鑑（平成26年） (PDF)
19. ↑  大阪府統計年鑑（平成27年） (PDF)
20. ↑  大阪府統計年鑑（平成28年） (PDF)
21. ↑  大阪府統計年鑑（平成29年） (PDF)
22. ↑  大阪府統計年鑑（平成30年） (PDF)
23. ↑  大阪府統計年鑑（令和元年） (PDF)
24. ↑  大阪府統計年鑑（令和2年） (PDF)
25. ↑  大阪府統計年鑑（令和3年） (PDF)
26. ↑  大阪府統計年鑑（令和4年） (PDF)
27. ↑  大阪府統計年鑑（令和5年） (PDF)
28. ↑  大阪府統計年鑑（令和6年） (PDF)